# Az FC Tatabánya 2007–2008-as szezonja
Az FC Tatabánya 2007–2008-as szezonja szócikk az FC Tatabánya első számú férfi labdarúgócsapatának egy idényéről szól.

## Mérkőzések
| Színmagyarázat | Színmagyarázat |
| -------------- | -------------- |
|                | Győzelem.      |
|                | Döntetlen.     |
|                | Vereség.       |

### Soproni Liga 2007–08

#### Őszi fordulók
| 1. forduló 2007. július 20. 19:00 |

| Vasas                                                            | 3 – 1               | FC Tatabánya                                        |
| ---------------------------------------------------------------- | ------------------- | --------------------------------------------------- |
| Németh 4' Kenesei 12' (11-esből) Odrobéna 78' Balog 42' Tóth 68' | (2 – 1) Jegyzőkönyv | Kriston 14' 46' Poleksić 10' Dienes 40' Megyesi 47' |

| Illovszky Rudolf Stadion, Budapest Nézőszám: 2 500 Játékvezető: Andó-Szabó Sándor (magyar) |

| 2. forduló 2007. július 28. 18:00 |

| FC Tatabánya | 0 – 1               | Nyíregyháza Spartacus                 |
| ------------ | ------------------- | ------------------------------------- |
| Balogh 69'   | (0 – 1) Jegyzőkönyv | Montvai 32' (11-esből) 66' Bagoly 51' |

| Városi Stadion, Tatabánya Nézőszám: 1 500 Játékvezető: Veizer Roland (magyar) |

| 3. forduló 2007. augusztus 4. 18:00 |

| Győri ETO                                                            | 2 – 1               | FC Tatabánya      |
| -------------------------------------------------------------------- | ------------------- | ----------------- |
| Bogdanović 6' 77' Farkas 15' (öngól) Kovács 56' Nikolov 63' Bank 76' | (2 – 0) Jegyzőkönyv | Filó 74' Ughy 58' |

| ETO Park, Győr Nézőszám: 3 600 Játékvezető: Sulyok Gergely (magyar) |

| 4. forduló 2007. augusztus 11. 17:00 |

| Rákospalotai EAC                                       | 3 – 2               | FC Tatabánya                               |
| ------------------------------------------------------ | ------------------- | ------------------------------------------ |
| Nyerges 9' 62' Torma 13' Horváth 45' Erős 53' Nagy 66' | (2 – 0) Jegyzőkönyv | Filó 60' Nógrádi 89' Dienes 90′ Ughy 90+3' |

| Budai II László Stadion, Budapest Nézőszám: 700 Játékvezető: Bede Ferenc (magyar) |

| 5. forduló 2007. augusztus 18. 17:30 |

| FC Tatabánya                       | 0 – 1               | FC Sopron                                    |
| ---------------------------------- | ------------------- | -------------------------------------------- |
| Kriston 45' Ferenczi 81' Hajdú 89' | (0 – 0) Jegyzőkönyv | Tchana 64' Sifter 39' Belić 68' Ködöböcz 85' |

| Városi Stadion, Tatabánya Nézőszám: 1 000 Játékvezető: Sápi Csaba (magyar) |

- A mérkőzést törölték és 3–0-val az FC Tatabányának került jóváírásra.

| 6. forduló 2007. augusztus 25. 19:00 |

| FC Fehérvár                                                                                           | 7 – 0               | FC Tatabánya                |
| --- | ------------------- | --------------------------- |
| Dajić 39' 70' 70' Vayer 60' Farkas 63' Simek 64' Dvéri 87' Sitku 89' Koller 26' Božić 70' Horváth 83' | (1 – 0) Jegyzőkönyv | Juan Pérez 38′ Poleksić 70' |

| Sóstói Stadion, Székesfehérvár Nézőszám: 1 596 Játékvezető: Veizer Roland (magyar) |

| 7. forduló 2007. szeptember 1. 16:30 |

| FC Tatabánya                                | 2 – 4               | Paksi FC                                                        |
| ------------------------------------------- | ------------------- | --------------------------------------------------------------- |
| Filó 17' 74' Hajdú 82' Kozak 60' Balogh 69' | (1 – 1) Jegyzőkönyv | Heffler 36' 69' 25' Molnár 56' Horváth 74' Buzás 45' Tamási 58' |

| Városi Stadion, Tatabánya Nézőszám: 1 200 Játékvezető: Bognár Tamás (magyar) |

| 8. forduló 2007. szeptember 15. 15:00 |

| Újpest                                                  | 3 – 0               | FC Tatabánya        |
| ------------------------------------------------------- | ------------------- | ------------------- |
| Tisza 3' Kovács 40' Dourandi 83' Korcsmár 24' Haman 36' | (2 – 0) Jegyzőkönyv | Filó 16' Németh 65' |

| Szusza Ferenc Stadion, Budapest Nézőszám: 3 154 Játékvezető: Pánczél Krisztián (magyar) |

| 9. forduló 2007. szeptember 21. 16:00 |

| FC Tatabánya                                              | 2 – 2               | Diósgyőr                                                |
| --------------------------------------------------------- | ------------------- | ------------------------------------------------------- |
| Takács 75' Hajdú 80' Balogh 53' Filó 87' Juan Pérez 90+1' | (0 – 2) Jegyzőkönyv | Simon 5' Douva 40' Navarrete 67' Farkas 87' Hegedűs 88' |

| Városi Stadion, Tatabánya Nézőszám: 300 Játékvezető: Solymosi Péter (magyar) |

| 10. forduló 2007. szeptember 29. 18:00 |

| Debreceni VSC                                              | 4 – 1               | FC Tatabánya |
| ---------------------------------------------------------- | ------------------- | ------------ |
| Kerekes 2' Dzsudzsák 7' Sándor 33' Sztojkov 52' (11-esből) | (3 – 0) Jegyzőkönyv | Takács 61'   |

| Oláh Gábor utcai stadion, Debrecen Nézőszám: 4 000 Játékvezető: Andó-Szabó Sándor (magyar) |

| 11. forduló 2007. október 6. 15:00 |

| FC Tatabánya                            | 2 – 2               | BFC Siófok                        |
| --------------------------------------- | ------------------- | --------------------------------- |
| Hajdú 12' Sándor 60' Filó 7' Bernal 62' | (1 – 0) Jegyzőkönyv | Lakić 47' Fülöp 84' 73' Eugène 7' |

| Városi Stadion, Tatabánya Nézőszám: 500 Játékvezető: Bognár Tamás (magyar) |

| 12. forduló 2007. október 20. 18:00 |

| Zalaegerszegi TE                                               | 4 – 1               | FC Tatabánya |
| -------------------------------------------------------------- | ------------------- | ------------ |
| Pekič 18' Méyé 20' Koplárovics 28' Miljatovič 53' 89' Tóth 90' | (3 – 1) Jegyzőkönyv | Hajdú 13'    |

| ZTE Aréna, Zalaegerszeg Nézőszám: 2 300 Játékvezető: Szabó Zsolt (magyar) |

| 13. forduló 2007. november 3. 13:30 |

| FC Tatabánya             | 1 – 3               | MTK Budapest                    |
| ------------------------ | ------------------- | ------------------------------- |
| Caugherty 64' Balogh 66' | (0 – 1) Jegyzőkönyv | Pátkai 10' Pintér 80' Urbán 82' |

| Városi Stadion, Tatabánya Nézőszám: 1 200 Játékvezető: Szilasi Szabolcs (magyar) |

| 14. forduló 2007. november 10. 16:00 |

| Kaposvári Rákóczi                                                    | 4 – 2               | FC Tatabánya                                            |
| -------------------------------------------------------------------- | ------------------- | ------------------------------------------------------- |
| Grúz 11' André Alves 29' 48' Leandro 74' Zahorecz 18' Vasiljević 37' | (2 – 2) Jegyzőkönyv | Megyesi 19' Takács 35' Caugherty 29' Filó 49' Béres 75' |

| Rákóczi Stadion, Kaposvár Nézőszám: 2 500 Játékvezető: Pánczél Krisztián (magyar) |

| 15. forduló 2007. november 24. 13:00 |

| FC Tatabánya                                       | 4 – 3               | Budapest Honvéd                                           |
| -------------------------------------------------- | ------------------- | --------------------------------------------------------- |
| Béres 4' Weisz 67' 78' Pastva 68' 31' Sándor 90+3' | (1 – 2) Jegyzőkönyv | Bárányos 14' 27' Abraham 36' Hercegfalvi 52' Benjamin 81′ |

| Városi Stadion, Tatabánya Nézőszám: 1 500 Játékvezető: Veizer Roland (magyar) |

#### Tavaszi fordulók
| 16. forduló 2008. február 23. 16:00 |

| FC Tatabánya                          | 0 – 2               | Vasas                                        |
| ------------------------------------- | ------------------- | -------------------------------------------- |
| Juan Pérez 24′ Dienes 71' Megyesi 81' | (0 – 1) Jegyzőkönyv | Németh 10' Lázok 70' Pavičević 39' Divić 65' |

| BVSC Stadion, Budapest Nézőszám: 600 Játékvezető: Szilasi Szabolcs (magyar) |

| 17. forduló 2008. március 1. 14:00 |

| Nyíregyháza Spartacus                                                         | 5 – 0               | FC Tatabánya         |
| ----------------------------------------------------------------------------- | ------------------- | -------------------- |
| Granát 49' Szilágyi 57' Bagoly 73' Lippai 77' (11-esből) Dosso 83' Welton 34' | (0 – 0) Jegyzőkönyv | Lázár 65' Vámosi 76' |

| Nyíregyháza Városi Stadion, Nyíregyháza Nézőszám: zárt kapus Játékvezető: Németh Ádám (magyar) |

| 18. forduló 2008. március 8. 16:00 |

| FC Tatabánya | 1 – 3               | Győri ETO                |
| ------------ | ------------------- | ------------------------ |
| Béres 73'    | (0 – 1) Jegyzőkönyv | Brnović 21' Böőr 56' 61' |

| BVSC Stadion, Budapest Nézőszám: 600 Játékvezető: Király Krisztián (magyar) |

| 19. forduló 2008. március 15. 16:00 |

| FC Tatabánya                                                                      | 1 – 1               | Soproni REAC                    |
| --------------------------------------------------------------------------------- | ------------------- | ------------------------------- |
| Béres 58' 58' Szilágyi 6′ Megyesi 22' Vámosi 35' Dienes 76' Flores 78' Farkas 84' | (0 – 0) Jegyzőkönyv | Varga 63' Torma 65' Kőhalmi 83' |

| BVSC Stadion, Budapest Nézőszám: 300 Játékvezető: Sulyok Gergely (magyar) |

| 20. forduló 2008. március 22. |

| FC Sopron | 0 – 3               | FC Tatabánya |
| --------- | ------------------- | ------------ |
|           | (0 – 0) Jegyzőkönyv |              |

| Káposztás utcai Stadion, Sopron |

- A mérkőzést törölték és 3–0-val az FC Tatabányának került jóváírásra.

| 21. forduló 2008. március 30. 16:00 |

| FC Tatabánya                        | 1 – 3               | FC Fehérvár                                  |
| ----------------------------------- | ------------------- | -------------------------------------------- |
| Béres 73' Almási 60' Juan Pérez 75' | (0 – 2) Jegyzőkönyv | Koller 26' Polonkai 44' Dajić 53' Farkas 72' |

| BVSC Stadion, Budapest Nézőszám: zárt kapus Játékvezető: Solymosi Péter (magyar) |

| 22. forduló 2008. április 5. 19:00 |

| Paksi FC                                         | 6 – 0               | FC Tatabánya                                           |
| ------------------------------------------------ | ------------------- | ------------------------------------------------------ |
| Kiss 12' Éger 22' Tököli 40' 61' 63' Kriston 56' | (3 – 0) Jegyzőkönyv | Németh 27' Farkas 35' Balogh 43′ Vámosi 66' Dienes 90' |

| Fehérvári úti stadion, Paks Nézőszám: 1 500 Játékvezető: Berger József (magyar) |

| 23. forduló 2008. április 12. 19:00 |

| FC Tatabánya                                     | 2 – 3               | Újpest                                        |
| ------------------------------------------------ | ------------------- | --------------------------------------------- |
| Vámosi 58' 68' Megyesi 84' Farkas 39' Kovács 71' | (0 – 1) Jegyzőkönyv | Tisza 22' 73' Korcsmár 60' Habi 45' Hajdú 68' |

| Illovszky Rudolf Stadion, Budapest Nézőszám: 3 500 Játékvezető: Vad II. István (magyar) |

| 24. forduló 2008. április 19. 19:00 |

| Diósgyőr                 | 2 – 2               | FC Tatabánya                                                           |
| ------------------------ | ------------------- | ---------------------------------------------------------------------- |
| Simon 68' (11-esből) 70' | (0 – 2) Jegyzőkönyv | Juan Pérez 42' Megyesi 45' Kovács 35' Kurucz 68' Dienes 71' Farkas 85' |

| DVTK-stadion, Miskolc Nézőszám: 3 500 Játékvezető: Németh Ádám (magyar) |

| 25. forduló 2008. április 26. 19:00 |

| FC Tatabánya          | 1 – 2               | Debreceni VSC                  |
| --------------------- | ------------------- | ------------------------------ |
| Vámosi 84' (11-esből) | (0 – 2) Jegyzőkönyv | Takács 23' 67' Kerekes 44' 85' |

| BVSC Stadion, Budapest Nézőszám: zárt kapus Játékvezető: Bognár Tamás (magyar) |

| 26. forduló 2008. május 3. 19:00 |

| BFC Siófok                                 | 3 – 0               | FC Tatabánya           |
| ------------------------------------------ | ------------------- | ---------------------- |
| Bonifert 29' Magasföldi 34' 78' (11-esből) | (2 – 0) Jegyzőkönyv | Megyesi 59' Vámosi 77' |

| Révész Géza utcai stadion, Siófok Nézőszám: 600 Játékvezető: Veizer Roland (magyar) |

| 27. forduló 2008. május 10. 19:00 |

| FC Tatabánya | 0 – 2               | Zalaegerszegi TE                             |
| ------------ | ------------------- | -------------------------------------------- |
|              | (0 – 2) Jegyzőkönyv | Waltner 3' Miljatovič 28' Vulin 72' Tóth 84' |

| BVSC Stadion, Budapest Nézőszám: zárt kapus Játékvezető: Andó-Szabó Sándor (magyar) |

| 28. forduló 2008. május 17. 19:00 |

| MTK Budapest                                 | 5 – 1               | FC Tatabánya                                         |
| -------------------------------------------- | ------------------- | ---------------------------------------------------- |
| Pollák 9' Pintér 42' Kanta 48' 81' Urbán 83' | (2 – 1) Jegyzőkönyv | Lázár 25' Kovács 41' Vámosi 47' Kichi 62' Dombai 83' |

| Hidegkuti Nándor Stadion, Budapest Nézőszám: 2 500 Játékvezető: Iványi Zoltán (magyar) |

| 29. forduló 2008. május 25. 18:00 |

| FC Tatabánya                                  | 2 – 6               | Kaposvári Rákóczi                                                                   |
| --------------------------------------------- | ------------------- | ----------------------------------------------------------------------------------- |
| Németh 69' Ferenczi 85' Vámosi 57' Almási 81' | (0 – 2) Jegyzőkönyv | André Alves 15' Oláh 38' 46' 83' Leandro 56' Nikolics 90+1' Zahorecz 37' Maróti 47' |

| BVSC Stadion, Budapest Nézőszám: zárt kapus Játékvezető: Pánczél Krisztián (magyar) |

| 30. forduló 2008. június 1. 19:00 |

| Budapest Honvéd                                             | 4 – 1               | FC Tatabánya |
| ----------------------------------------------------------- | ------------------- | ------------ |
| Abraham 28' 77' Bárányos 73' 90+1' Vincze 26' Smiljanić 47' | (1 – 0) Jegyzőkönyv | Kovács 59'   |

| Bozsik József Stadion, Budapest Nézőszám: 800 Játékvezető: Király Krisztián (magyar) |

#### A bajnokság végeredménye
|    | Csapat                | Játszott | Gy | D  | V  | LG | KG | GK  | Pont |
| -- | --------------------- | -------- | -- | -- | -- | -- | -- | --- | ---- |
| 1  | MTK Budapest          | 30       | 20 | 6  | 4  | 65 | 22 | +43 | 66   |
| 2  | Debreceni VSC         | 30       | 19 | 7  | 4  | 67 | 27 | +40 | 64   |
| 3  | Győri ETO             | 30       | 17 | 9  | 4  | 66 | 34 | +32 | 60   |
| 4  | Újpest                | 30       | 16 | 7  | 7  | 57 | 40 | +17 | 55   |
| 5  | FC Fehérvár           | 30       | 17 | 3  | 10 | 48 | 32 | +16 | 54   |
| 6  | Kaposvári Rákóczi     | 30       | 15 | 8  | 7  | 50 | 37 | +13 | 53   |
| 7  | Zalaegerszegi TE      | 30       | 13 | 7  | 10 | 55 | 39 | +15 | 46   |
| 8  | Budapest Honvéd       | 30       | 12 | 7  | 11 | 45 | 36 | +11 | 43   |
| 9  | Nyíregyháza Spartacus | 30       | 12 | 6  | 12 | 36 | 36 | 0   | 42   |
| 10 | Vasas                 | 30       | 12 | 5  | 13 | 42 | 45 | –3  | 41   |
| 11 | Paksi FC              | 30       | 10 | 9  | 11 | 53 | 50 | +3  | 39   |
| 12 | Rákospalotai EAC      | 30       | 8  | 9  | 13 | 44 | 58 | –14 | 33   |
| 13 | BFC Siófok            | 30       | 7  | 8  | 15 | 36 | 46 | –10 | 29   |
| 14 | Diósgyőr              | 30       | 5  | 13 | 12 | 45 | 63 | –18 | 28   |
| 15 | FC Tatabánya¹         | 30       | 3  | 4  | 23 | 37 | 92 | –55 | 13   |
| 16 | FC Sopron²            | törölve  |    |    |    |    |    |     |      |

* Gy: Győzelem D: Döntetlen V: Vereség LG: Lőtt gól KG: Kapott gól GK: Gólkülönbség
|  | A Bajnokok Ligája selejtezőjének második körébe jut     |
|  | Az UEFA-kupa selejtezőjének első fordulójába jut        |
|  | UEFA Intertotó Kupa selejtezőjének első fordulójába jut |
|  | Kiesők                                                  |

¹Az FC Tatabánya a 2008/09-es bajnokságra nem kért licencet.

²Jogerős licencmegvonás, és így kizárva a bajnokságból.

#### Az eredmények összesítése
Az alábbi táblázatban összesítve szerepelnek az FC Tatabánya 2007/08-as bajnokságban elért eredményei.
| Ősz/tavasz (forduló)    | Otthon | Otthon | Otthon | Otthon | Otthon | Otthon | Otthon | Idegenben | Idegenben | Idegenben | Idegenben | Idegenben | Idegenben | Idegenben |
| Ősz/tavasz (forduló)    | M      | GY     | D      | V      | LG–KG  | GK     | P      | M         | GY        | D         | V         | LG–KG     | GK        | P         |
| ----------------------- | ------ | ------ | ------ | ------ | ------ | ------ | ------ | --------- | --------- | --------- | --------- | --------- | --------- | --------- |
| Őszi szezon (1–15.)     | 7      | 2      | 2      | 3      | 14–15  | –1     | 8      | 8         | 0         | 0         | 8         | 8–30      | –22       | 0         |
| Tavaszi szezon (16–30.) | 8      | 0      | 1      | 7      | 8–22   | –14    | 1      | 7         | 1         | 1         | 5         | 7–25      | –18       | 4         |
| Összesen (1–30.)        | 15     | 2      | 3      | 10     | 22–37  | –15    | 9      | 15        | 1         | 1         | 13        | 15–55     | –40       | 4         |

#### Helyezések fordulónként
| Forduló  | 1  | 2  | 3  | 4  | 5  | 6  | 7  | 8  | 9  | 10 | 11 | 12 | 13 | 14 | 15 | 16 | 17 | 18 | 19 | 20 | 21 | 22 | 23 | 24 | 25 | 26 | 27 | 28 | 29 | 30 |
| -------- | -- | -- | -- | -- | -- | -- | -- | -- | -- | -- | -- | -- | -- | -- | -- | -- | -- | -- | -- | -- | -- | -- | -- | -- | -- | -- | -- | -- | -- | -- |
| Helyszín | I  | O  | I  | I  | O  | I  | O  | I  | O  | I  | O  | I  | O  | I  | O  | O  | I  | O  | O  | I  | O  | I  | O  | I  | O  | I  | O  | I  | O  | I  |
| Eredmény | V  | V  | V  | V  | GY | V  | V  | V  | D  | V  | D  | V  | V  | V  | GY | V  | V  | V  | D  | GY | V  | V  | V  | D  | V  | V  | V  | V  | V  | V  |
| Helyezés | 12 | 12 | 13 | 14 | 14 | 15 | 15 | 15 | 15 | 15 | 15 | 15 | 15 | 15 | 15 | 15 | 15 | 15 | 15 | 15 | 15 | 15 | 15 | 15 | 15 | 15 | 15 | 15 | 15 | 15 |

Helyszín: O = Otthon; I = Idegenben. Eredmény: GY = Győzelem; D = Döntetlen; V = Vereség.

### Magyar kupa
| 3. forduló 2007. augusztus 29. 16:30 |

| MTE Mosonmagyaróvár            | 2 – 3               | FC Tatabánya                                         |
| ------------------------------ | ------------------- | ---------------------------------------------------- |
| Szalai 21' Bene 70' Burián 42' | (1 – 1) Jegyzőkönyv | Hajdú 15' 42′ Horváth 50' Németh 67' 85′ Kriston 20' |

| Mosonmagyaróvár Játékvezető: Király Krisztián (magyar) |

| 4. forduló 2007. szeptember 26. 18:00 |

| Gyirmót FC              | 2 – 2               | FC Tatabánya                                                                        |
| ----------------------- | ------------------- | ----------------------------------------------------------------------------------- |
| Szabó 26' Oross 73' 85' | (1 – 1) Jegyzőkönyv | Takács 19' Juan Pérez 72' Sándor 60' Filó 61' Horváth 83' Kriston 83′ Caugherty 90′ |

| Győr Játékvezető: Oláh Gábor (magyar) |

- Az alacsonyabb osztályban szereplő Gyirmót FC jutott tovább.

### Ligakupa

#### Őszi csoportkör (D csoport)
| 1. forduló 2007. augusztus 15. 17:30 |

| FC Tatabánya | 0 – 0               | MTK Budapest         |
| ------------ | ------------------- | -------------------- |
| Filó 29'     | (0 – 0) Jegyzőkönyv | Szabó 28' Bajúsz 88′ |

| Városi Stadion, Tatabánya Játékvezető: Szilasi Szabolcs (magyar) |

| 2. forduló 2007. augusztus 22. 16:00 |

| FC Sopron | 0 – 1               | FC Tatabánya |
| --------- | ------------------- | ------------ |
|           | (0 – 1) Jegyzőkönyv | Ferenczi 39' |

| Káposztás utcai Stadion, Sopron Játékvezető: Arany Tamás (magyar) |

| 3. forduló 2007. szeptember 9. 16:30 |

| FC Tatabánya                 | 3 – 1               | Győri ETO  |
| ---------------------------- | ------------------- | ---------- |
| Weisz 61' Filó 67' Hajdú 81' | (0 – 0) Jegyzőkönyv | Tokody 73' |

| Városi Stadion, Tatabánya Játékvezető: Solymosi Péter (magyar) |

| 4. forduló 2007. szeptember 19. 16:00 |

| Győri ETO                                                  | 3 – 0               | FC Tatabánya |
| ---------------------------------------------------------- | ------------------- | ------------ |
| Varga 53' Granát 72' 86' Nyári 54' Domanyik 67' Müller 71' | (0 – 0) Jegyzőkönyv |              |

| ETO Park, Győr Játékvezető: Oláh Gábor (magyar) |

| 5. forduló 2007. október 3. 16:00 |

| MTK Budapest                                | 4 – 1               | FC Tatabánya |
| ------------------------------------------- | ------------------- | ------------ |
| Tóth 57' Kecskés 60' Simon 61' Ladóczki 64' | (0 – 0) Jegyzőkönyv | Kozak 72'    |

| Hidegkuti Nándor Stadion, Budapest Játékvezető: Nagy Róbert (magyar) |

| 6. forduló 2007. október 9. 15:00 |

| FC Tatabánya                                                                                 | 8 – 1               | FC Sopron |
| -------------------------------------------------------------------------------------------- | ------------------- | --------- |
| Hajdú 8' Megyesi 26' Kriston 28' 55' Horváth 34' Farkas 48' Sándor 63' Batics 89' Pastva 80' | (4 – 1) Jegyzőkönyv | Giura 12' |

| Városi Stadion, Tatabánya Játékvezető: Arany Tamás (magyar) |

#### A D csoport végeredménye
| Csapat       | M | Gy | D | V | G+ | G– | Gk | P  |
| ------------ | - | -- | - | - | -- | -- | -- | -- |
| Győri ETO    | 6 | 4  | 0 | 2 | 13 | 8  | +5 | 12 |
| Tatabánya    | 6 | 3  | 1 | 2 | 13 | 9  | +4 | 10 |
| MTK Budapest | 6 | 2  | 1 | 3 | 8  | 9  | –1 | 7  |
| Sopron       | 6 | 2  | 0 | 4 | 8  | 16 | –8 | 6  |

#### Őszi negyeddöntő
| 2007. október 16. 14:30 |

| FC Tatabánya                         | 1 – 2               | Diósgyőr                            |
| ------------------------------------ | ------------------- | ----------------------------------- |
| Megyesi 89' Balogh 26' Kriston 90+1' | (0 – 1) Jegyzőkönyv | Simon 9' 48' Kállai 30' Bessong 89' |

| Városi Stadion, Tatabánya Játékvezető: Mészáros István (magyar) |

| 2007. október 26. 18:00 |

| Diósgyőr                                    | 3 – 1               | FC Tatabánya                         |
| ------------------------------------------- | ------------------- | ------------------------------------ |
| Simon 21' Farkas 82' Lipusz 89' Guyazou 44' | (1 – 0) Jegyzőkönyv | Takács 84' Németh 41' Juan Pérez 79' |

| DVTK-stadion, Miskolc Játékvezető: Gaál Gyöngyi (magyar) |

#### Tavaszi csoportkör (A csoport)
| 1. forduló 2007. december 1. 13:00 |

| FC Sopron                              | 3 – 0               | FC Tatabánya         |
| -------------------------------------- | ------------------- | -------------------- |
| Belić 34' 55' Sifter 44' 81' Dancs 37' | (2 – 0) Jegyzőkönyv | Béres 37' Németh 58' |

| Káposztás utcai Stadion, Sopron Játékvezető: Király Krisztián (magyar) |

- A mérkőzést törölték és 3–0-val az FC Tatabányának került jóváírásra.

| 2. forduló 2007. december 5. 13:00 |

| FC Tatabánya | 1 – 4               | Győri ETO                                         |
| ------------ | ------------------- | ------------------------------------------------- |
| Takács 26'   | (1 – 2) Jegyzőkönyv | Csermelyi 9' Koltai 33' 88' Brnović 56' Dudás 44' |

| Városi Stadion, Tatabánya Játékvezető: Takács János (magyar) |

| 3. forduló 2007. december 8. 13:00 |

| Zalaegerszegi TE                                                                            | 7 – 0               | FC Tatabánya          |
| ------------------------------------------------------------------------------------------- | ------------------- | --------------------- |
| Méyé 9' 46' Koplárovics 32' 38' Balázs 55' Lukács 71' Botis 88' 19' Tóth 17' Simonfalvi 77' | (3 – 0) Jegyzőkönyv | Kriston 22' Béres 55' |

| ZTE Aréna, Zalaegerszeg Nézőszám: 600 Játékvezető: Németh Ádám (magyar) |

| 4. forduló 2008. február 16. 14:00 |

| FC Tatabánya                                                                           | 1 – 2               | Zalaegerszegi TE                              |
| -------------------------------------------------------------------------------------- | ------------------- | --------------------------------------------- |
| Vulin 11' (öngól) Almási 15' Balogh 44' Vámosi 45' Juan Pérez 72' Flores 79' Béres 82' | (0 – 1) Jegyzőkönyv | Koplárovics 59' Méyé 90' Zatara 20' Botis 50' |

| Városi Stadion, Tatabánya Játékvezető: Bognár Tamás (magyar) |

| 5. forduló 2008. február 20. |

| FC Tatabánya | 3 – 0               | FC Sopron |
| ------------ | ------------------- | --------- |
|              | (0 – 0) Jegyzőkönyv |           |

| Városi Stadion, Tatabánya |

- A mérkőzést törölték és 3–0-val az FC Tatabányának került jóváírásra.

| 6. forduló 2008. február 27. 14:00 |

| Győri ETO                                 | 3 – 2               | FC Tatabánya                          |
| ----------------------------------------- | ------------------- | ------------------------------------- |
| Csermelyi 29' Lappints 56' 87' Eugène 68' | (1 – 0) Jegyzőkönyv | Megyesi 73' 76' Almási 59' Kovács 77' |

| ETO Park, Győr Játékvezető: Sulyok Gergely (magyar) |

#### Az A csoport végeredménye
| Csapat           | M | Gy | D | V | G+ | G– | Gk  | P  |
| ---------------- | - | -- | - | - | -- | -- | --- | -- |
| Zalaegerszegi TE | 6 | 4  | 2 | 0 | 19 | 3  | +16 | 14 |
| Győri ETO        | 6 | 4  | 2 | 0 | 16 | 6  | +10 | 14 |
| Tatabánya        | 6 | 1  | 0 | 5 | 7  | 19 | –12 | 3  |
| Sopron           | 0 | 0  | 0 | 0 | 0  | 0  | 0   | 01 |

- 1 A Sopront kizárták a ligakupa küzdelmeiből, mérkőzéseik 3–0-val az ellenfél javára kerültek jóváírásra.

## Külső hivatkozások
- A csapat hivatalos honlapja (magyarul)
- A Magyar Labdarúgó Szövetség honlapja, adatbankja (magyarul)